# Conny Perrin
Conny Perrin (* 25. Dezember 1990 in Saint-Imier) ist eine Schweizer Tennisspielerin.

## Karriere
Conny Perrin begann im Alter von sechs Jahren mit dem Tennisspielen. Sie spielt hauptsächlich auf der ITF Women’s World Tennis Tour, auf der sie bereits 13 Einzel- und 28 Doppeltitel gewann. Auf der WTA Tour überstand sie bisher mehrere Male die Qualifikation für das Hauptfeld. Ihren grössten Erfolg auf der Profitour feierte sie 2016 mit dem Erreichen des Achtelfinals in Bogota.
Im Jahr 2019 spielte Perrin erstmals für die Schweizer Fed-Cup-Mannschaft; ihre Fed-Cup-Bilanz weist bislang einen Sieg bei keiner Niederlage aus.

## Turniersiege

### Einzel
| Nr. | Datum              | Turnier   | Kategorie   | Belag        | Finalgegnerin          | Ergebnis        |
| --- | ------------------ | --------- | ----------- | ------------ | ---------------------- | --------------- |
| 1.  | 31. August 2008    | Bukarest  | ITF $10'000 | Sand         | Diana Buzean           | 6:3, 6:2        |
| 2.  | 7. Dezember 2008   | Vinaròs   | ITF $10'000 | Sand         | Eliza Kostowa          | 6:4, 6:2        |
| 3.  | 4. September 2010  | Osijek    | ITF $10'000 | Sand         | Réka Luca Jani         | 7:610, 4:6, 6:1 |
| 4.  | 27. November 2010  | Barueri   | ITF $10'000 | Hartplatz    | Alexandra Cadanțu      | 5:0 Aufgabe     |
| 5.  | 6. April 2012      | Algier    | ITF $10'000 | Sand         | Yvonne Neuwirth        | 6:3, 6:0        |
| 6.  | 12. April 2014     | Dakar     | ITF $15'000 | Hartplatz    | Chanel Simmonds        | 6:0, 7:5        |
| 7.  | 10. Mai 2014       | Båstad    | ITF $10'000 | Sand         | Maria Sakkari          | 7:5, 6:1        |
| 8.  | 31. August 2014    | Bagnatica | ITF $15'000 | Sand         | Anastasia Grymalska    | 6:3, 7:5        |
| 9.  | 26. September 2014 | Algier    | ITF $15'000 | Sand         | Sherazad Reix          | 6:1, 6:1        |
| 10. | 19. Dezember 2015  | Lagos     | ITF $25'000 | Hartplatz    | Tadeja Majerič         | 3:6, 6:4, 7:66  |
| 11. | 22. Oktober 2016   | Lagos     | ITF $25'000 | Hartplatz    | Tadeja Majerič         | 6:3, 6:3        |
| 12. | 21. Oktober 2017   | Lagos     | ITF $25'000 | Hartplatz    | Deniz Khazaniuk        | 7:611, 6:3      |
| 13. | 13. Dezember 2020  | Madrid    | ITF W15     | Sand (Halle) | Jéssica Bouzas Maneiro | 6:4, 7:68       |

### Doppel
| Nr. | Datum              | Turnier                 | Kategorie      | Belag             | Partnerin             | Finalgegnerinnen                           | Ergebnis           |
| --- | ------------------ | ----------------------- | -------------- | ----------------- | --------------------- | ------------------------------------------ | ------------------ |
| 1.  | 6. Oktober 2007    | Porto                   | ITF $10'000    | Sand              | Nicole Riner          | Claire de Gubernatis Anna Savitskaya       | 5:7, 6:3, [10:3]   |
| 2.  | 24. Oktober 2009   | Dubrovnik               | ITF $10'000    | Sand              | Réka-Luca Jani        | Matea Cutura Dorotea Kraljevic             | 6:2, 6:3           |
| 3.  | 17. September 2011 | Mont-de-Marsan          | ITF $25'000    | Sand              | Karolina Nowak        | Celine Cattaneo Natalia Orlova             | 2:6, 6:2, [10:7]   |
| 4.  | 28. Juli 2012      | Les Contamines-Montjoie | ITF $25'000    | Hartplatz         | Maša Zec Peškirič     | Timea Bacsinszky Estelle Guisard           | 2:6, 6:4, [10:5]   |
| 5.  | 20. Oktober 2012   | Lagos                   | ITF $25'000    | Hartplatz         | Chanel Simmonds       | Nina Brattschikowa Margarita Lasarewa      | 6:1, 6:1           |
| 6.  | 26. Oktober 2012   | Lagos                   | ITF $25'000    | Hartplatz         | Chanel Simmonds       | Lu Jia Xiang Lu Jiajing                    | 6:2, 3:6, [10:7]   |
| 7.  | 9. November 2012   | Benicarló               | ITF $25'000    | Sand              | Maša Zec Peškirič     | Andrea Gámiz Beatriz García Vidagany       | 6:4, 6:3           |
| 8.  | 28. Dezember 2012  | Pune                    | ITF $25'000    | Hartplatz         | Tadeja Majerič        | Lu Jia Xiang Lu Jiajing                    | 3:6, 7:5, [10:6]   |
| 9.  | 21. Dezember 2013  | Antalya                 | ITF $10'000    | Sand              | Irina Maria Bara      | Gabriela Talaba Patricia Maria Țig         | 6:3, 6:1           |
| 10. | 16. August 2014    | Leipzig                 | ITF $15'000    | Sand              | Olga Doroschina       | Diana Bogoliy Polina Leikina               | 7:5, 6:4           |
| 11. | 23. August 2014    | Braunschweig            | ITF $15'000    | Sand              | Chanel Simmonds       | Polina Leikina Isabella Schinikowa         | 6:3, 6:0           |
| 12. | 29. August 2014    | Bagnatica               | ITF $15'000    | Sand              | Anastasia Grymalska   | Manon Arcangioli Zuzana Zlochová           | 7:5, 3:6, [10:8]   |
| 13. | 26. September 2014 | Algier                  | ITF $15'000    | Sand              | Pia König             | Natalija Kostić Margarita Lasarewa         | 6:3, 6:1           |
| 14. | 19. September 2015 | Monterrey               | ITF $25'000    | Hartplatz         | Tadeja Majerič        | Alexa Guarachi Hsu Chieh-yu                | 7:5, 6:3           |
| 15. | 24. Juni 2016      | Périgueux               | ITF $25'000    | Sand              | Chantal Škamlová      | Julieta Lara Estable Guadalupe Pérez Rojas | 6:3, 3:6, [10:7]   |
| 16. | 16. September 2016 | Hódmezővásárhely        | ITF $25'000    | Sand              | Chantal Škamlová      | Irina Maria Bara Elena Bogdan              | 6:4, 6:2           |
| 17. | 24. September 2017 | Albuquerque             | ITF $80'000    | Hartplatz         | Tara Moore            | Viktorija Golubic Amra Sadikovic           | 6:3, 6:3           |
| 18. | 21. Oktober 2017   | Lagos                   | ITF $25'000    | Hartplatz         | Walerija Strachowa    | Tadeja Majerič Tiffany William             | 6:1, 6:2           |
| 19. | 2. März 2018       | São Paulo               | ITF $25'000    | Sand              | Tara Moore            | Hsu Chieh-yu Marcela Zacarías              | 6:4, 3:6, 13:11    |
| 20. | 11. Mai 2018       | Rom                     | ITF $25'000    | Sand              | Chanel Simmonds       | Chen Pei-hsuan Wu Fang-hsien               | 6:70, 6:1, [10:7]  |
| 21. | 27. Oktober 2018   | Saguenay                | ITF $60'000    | Hartplatz (Halle) | Tara Moore            | Sharon Fichman Maria Sanchez               | 6:0, 5:7, [10:7]   |
| 22. | 15. Mai 2021       | Salinas                 | ITF W25        | Hartplatz         | Rasheeda McAdoo       | Victoria Rodríguez Ana Sofía Sánchez       | 6:4, 7:65          |
| 23. | März 2022          | Medellín                | ITF W25        | Sand              | Daniela Seguel        | María Carlé Laura Pigossi                  | 6:2, 5:7, [10:8]   |
| 24. | 18. November 2022  | Saint-Étienne           | ITF W25        | Hartplatz (Halle) | Eden Silva            | Jekaterina Kasionowa Jekaterina Makarowa   | 6:4, 4:6, [10:6]   |
| 25. | 22. April 2023     | Bellinzona              | ITF W60        | Sand              | Anna Sisková          | Freya Christie Ali Collins                 | 3:6, 7:69, [10:5]  |
| 26. | 6. Mai 2023        | Tossa de Mar            | ITF W25+H      | Teppich           | Georgina García Pérez | Martha Matoula Arina Gabriela Vasilescu    | 4:6, 6:3, [10:7]   |
| 27. | 2. September 2023  | Collonge-Bellerive      | ITF W60        | Sand              | Anna Sisková          | Estelle Cascino Diāna Marcinkēviča         | 7:64, 6:1          |
| 28. | 19. November 2023  | Colina                  | WTA Challenger | Sand              | Julia Lohoff          | Lucciana Pérez Alarcón Daniela Seguel      | 7:64, 6:2          |
| 29. | 13. April 2024     | Bellinzona              | ITF W75        | Sand              | Jesika Malečková      | Carmen Corley Ivana Corley                 | 6:74, 7:67, [10:7] |

## Abschneiden bei Grand-Slam-Turnieren

### Einzel
| Turnier         | 2017 | 2018 | 2019 | 2020 | 2021 | 2022 | Karriere |
| --------------- | ---- | ---- | ---- | ---- | ---- | ---- | -------- |
| Australian Open | Q1   | Q1   | Q2   | Q1   | —    | Q1   | —        |
| French Open     | Q1   | Q1   | Q3   | —    | —    | Q2   | —        |
| Wimbledon       | Q1   | Q3   | Q1   |      | —    | Q2   | —        |
| US Open         | Q1   | Q2   | Q1   | —    | —    | —    | —        |

Zeichenerklärung: S = Turniersieg; F, HF, VF, AF = Einzug in den Final / Halbfinal / Viertelfinal / Achtelfinal; 1, 2, 3 = Ausscheiden in der 1. / 2. / 3. Hauptrunde; Q1, Q2, Q3 = Ausscheiden in der 1. / 2. / 3. Qualifikationsrunde; nicht ausgetragen

## Persönliches
Seit September 2016 ist sie mit der Tennisspielerin Tara Moore verlobt.

## Weltranglistenpositionen am Saisonende
| Jahr   | 2008 | 2009 | 2010 | 2011 | 2012 | 2013 | 2014 | 2015 | 2016 | 2017 | 2018 | 2019 | 2020 | 2021 |
| ------ | ---- | ---- | ---- | ---- | ---- | ---- | ---- | ---- | ---- | ---- | ---- | ---- | ---- | ---- |
| Einzel | 589  | 407  | 383  | 272  | 266  | 386  | 274  | 190  | 190  | 198  | 149  | 208  | 269  | 224  |
| Doppel | 898  | 727  | 445  | 304  | 202  | 202  | 294  | 140  | 140  | 215  | 192  | 283  | 246  | 182  |